# Polyène

L'amphotéricine B, un polyène de couleur jaune, utilisé pour ses propriétés antifongiques. Sa structure comporte sept doubles liaisons >C=C< (conjuguées).

Polyène est le nom générique des composés organiques polyinsaturés qui contiennent au moins deux doubles liaisons carbone-carbone.
Dans certains cas, pour les nommer, on part du diène dont la structure apparaît plusieurs fois, auquel on ajoute le préfixe poly.
Exemples : polybutadiène (répétition de motifs 1,4 et 1,2), acide eicosapentaénoïque, nystatine.

## Exemples: di-, tri-, tétraène
Les alcènes comportant deux doubles liaisons carbone-carbone sont nommés diènes, triènes (trois doubles liaisons), tétraènes (quatre doubles liaisons), etc.